# انفجار جمعیت در میانه سده بیستم
انفجار جمعیت در میانه سده بیستم (انگلیسی: Mid-Twentieth Century Baby Boom) با افزایش قابل توجه و مداوم میزان زاد ولد در بسیاری از کشورهای جهان، به ویژه در جهان غرب، نسلی تعیین شد که به نام بیبی‌بومر شهرت یافت یعنی در دورهٔ انفجار جمعیّت پس از جنگ جهانی دوّم، در حد فاصل سال‌های ۱۹۴۶ و ۱۹۶۴ زاد ولد گسترش یافت. اگرچه انفجار جمعیت با بیبی بومر بلافاصله بعد از جنگ جهانی بوجود آمد، اما برخی از جمعیت شناسان رشد این پدیده را پیش از آن و با افزایش ولادت‌ها در طول جنگ یا اواخر دهه ۱۹۳۰ همزمان می‌دانند. این رونق زاد ولد همزمان با رونق ازدواج، افزایش چشمگیر زناشوئی را در پی داشت. افزایش زاد ولد در درجه اول با کاهش نازایی و سترون و عقیم شدن و افزایش زایندگی تا بالغ شدن به فرزند دوم منجر شد. در بیشتر کشورهای غربی، پیشرفت به فرزند سوم و فراتر یا همراه با اکتفا به داشتن فرزند اول و دوم رشد کرد که در نتیجه باعث همگن شدن اندازه خانواده شد. بیبی بوم در میان زنان تحصیل کرده و فعال اقتصادی بسیار برجسته بود.